# Фолкон Вилиџ (Тексас)
Фолкон Вилиџ (енгл. Falcon Village) насељено је место без административног статуса у америчкој савезној држави Тексас.

## Демографија
По попису из 2010. године број становника је 47, што је 31 (-39,7%) становника мање него 2000. године.
| Група             | 2000.      | 2010.      |
| Белци             | 39 (50,0%) | 10 (21,3%) |
| Афроамериканци    | 0 (0,0%)   | 0 (0,0%)   |
| Азијати           | 1 (1,3%)   | 0 (0,0%)   |
| Хиспаноамериканци | 38 (48,7%) | 37 (78,7%) |
| Укупно            | 78         | 47         |